# Photinella silvai
Photinella silvai är en bönsyrseart som beskrevs av Toledo Piza 1968. Photinella silvai ingår i släktet Photinella och familjen Mantidae. Inga underarter finns listade i Catalogue of Life.